# منطقة بركان الصناعية
منطقة بركان الصناعية (بالعبرية: איזור התעשיה ברקן) (بالإنجليزية: Barkan Industrial Park) هي منطقة صناعية استيطانية إسرائيلية أنشئت في عام 1982 كمنطقة تجارية وخدماتية في مجلس شمرون الإقليمي المُقامة فوق الضفة الغربية التي تحتلها إسرائيل منذ عام 1967. أُقيمت شمال غرب الضفة الغربية إلى الشمال الغربي من مدينة سلفيت على أراضي بلدات قراوة بني حسان، حارس وسرطة في محافظة سلفيت.
دعت منظمة هيومن رايتس ووتش في تقرير أصدرته في يناير 2016 بعد دراسة، دعت الشركات الإسرائيلية إلى الانسحاب من الضفة الغربية لأن الدراسة تقول إن هذه الشركات، بما فيها التي تعمل في منطقة بركان الصناعية تنتهك القانون الدولي بإيذاء حقوق الفلسطينيين. ومع ذلك، يرى آخرون أن المنطقة الصناعية هي مصدر رئيسي للعمال الفلسطينيين.

## الوضع القانوني
يعتبر المجتمع الدولي المستوطنات الإسرائيلية في الضفة الغربية غير قانونية بموجب القانون الدولي، لكن الحكومة الإسرائيلية تعارض ذلك.

## الصناعات والتلوث
تشير التقارير إلى أن العديد من المصانع شديدة التلوث نقلتها إسرائيل من فلسطين المحتلة إلى المناطق المُحتلة عام 1967 للاستفادة من النقص النسبي في القوانين البيئية هناك. حيث رحلت إسرائيل العديد من المصانع إلى الضفة الغربية، بعد تقديم مؤسسات إسرائيلية تُعنى بالبيئة وصحة الأفراد دعاوي قضائية ضد هذه المصانع لكونها مصانع خطرة في المناطق السكنية الإسرائيلية وخطورتها على البيئة والإنسان. ومن الأمثلة على ذلك مصنع «جيت اير» المختص بصناعة أحواض الاستحمام، ومصنع «توب هاوس» اللذان نُقلا إلى المنطقة الصناعية.
في عام 1998، أنتجت مصانع بركان ما يقدر بـ 810,000 متر مكعب من مياه الصرف الصناعي، والتي تدفقت دون معالجة من خزانات للتخزين إلى وادي قريب إلى الأراضي الزراعية في قرى سرطة، وكفر الديك وبروقين، وبحسب ما ورد فقد تلوثت المياه الجوفية بالمعادن الثقيلة.
حتى عام 2014، احتوت المنطقة الصناعية على ما يقارب 80 منشأة صناعية تقريبًا. تقدر الاستثمارات في المنطقة الصناعية بمليارات الدولارات، وتتضمن صناعات متعددة: الألمنيوم، والفيبرجلاس، والبلاستيك، والإلكترونيات، والصناعات العسكرية؛ وفيها ثلاث منشآت تختص بصناعة الألمنيوم، وعدة مصانع بلاستيك.
وفقًا لوزارة الصحة الفلسطينية، فإن ما يقرب من 70% من حالات السرطان بين الفلسطينيين في محافظة سلفيت المجاورة تحدث بين الأشخاص الذين يعيشون بالقرب من المنطقة الصناعية ويتعرضون لتدفق النفايات.